# Мелешово
Мелешо́во (рос. Мелешово) — присілок у складі Тотемського району Вологодської області, Росія. Входить до складу Мосеєвського сільського поселення.

## Населення
Населення — 3 особи (2010; 12 у 2002).
Національний склад (станом на 2002 рік):
- росіяни — 92 %